# Parque de Holyrood

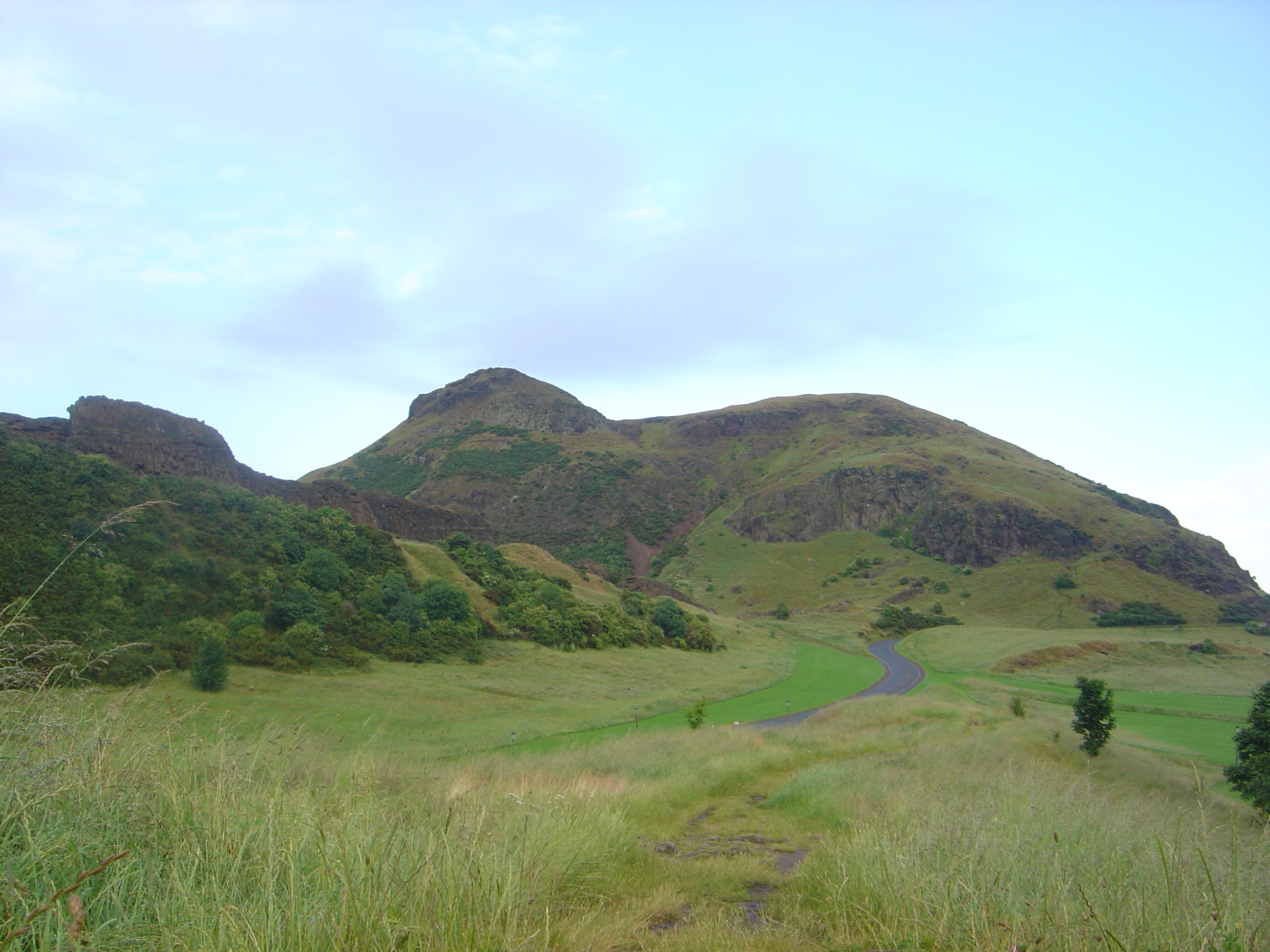
Holyrood Park. La prominencia mayor es Arthur's Seat y a la izquierda se observan las peñas Salisbury Crags.

Holyrood Park  (en español Parque de Holyrood), también llamado Queen's Park o King's Park (Parque de la reina o Parque del rey, según el género del monarca en el trono), es un parque real en el centro de Edimburgo, Escocia, un kilómetro y medio al este del Castillo de Edimburgo. Está compuesto por un conjunto de colinas, lochs (lagos), cañadas, riscos de basalto y matas de tojo, que representa una muestra notable del paisaje natural de las Tierras Altas en sus 260 hectáreas. El parque está asociado con el Palacio de Holyroodhouse y anteriormente fue una finca de caza real desde el siglo XII. Este parque fue creado en 1541 cuando Jacobo V valló el terreno «circulit about Arthurs Sett, craggis Salisborie and Duddingston» con un muro de piedra. El Parque de Holyrood es en la actualidad accesible al público. Arthur's Seat, el  punto más alto de Edimburgo, está en el centro del parque, y las peñas de Salisbury Crags al oeste. Hay tres lagos: loch de St Margaret, loch Dunsapie y loch Duddingston. Las ruinas de la capilla de San Antonio destacan por encima de la superficie del loch de Santa Margarita. Queen's Drive es la carretera principal a través del parque.  Está cerrada  a los vehículos a motor parcialmente los domingos. Tanto el pozo de Santa Margarita como el de San Antonio son ambos manantiales naturales dentro del parque. El parque de Holyrood está situado al sureste de la Ciudad vieja de Edimburgo, en el borde del centro de la ciudad. Abbeyhill está al norte del parque y la población de Duddingston al este. La residencia de estudiantes Pollock Halls de la Universidad de Edimburgo está al suroeste, y Dumbiedykes se encuentra al oeste.

## Accidentes geográficos

### Arthur's Seat

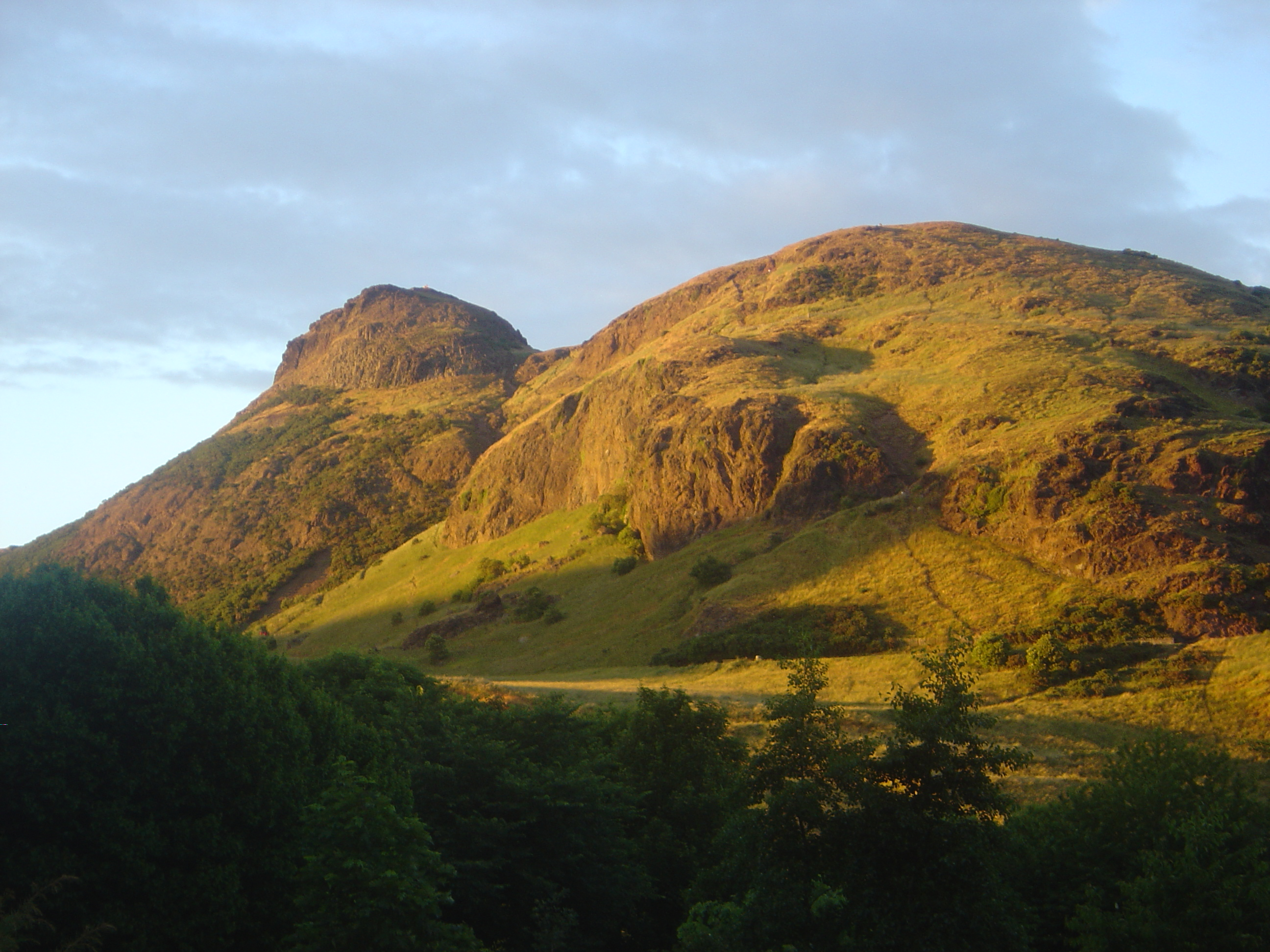
Arthur's Seat en una tarde veraniega parcialmente nubosa.

Arthur's Seat (‘El asiento de Arturo’) es el punto culminante de un grupo de colinas que constituyen la mayor parte de Holyrood Park. Las colinas se elevan sobre la ciudad hasta una altura máxima de 251 m (la de Arthur's Seat), y proporciona una vista panorámica de la ciudad. Además es muy sencillo de ascender, lo que lo convierte en un paseo muy popular. Aunque se puede ascender desde casi cualquier dirección, la forma más sencilla es desde el este, con suaves cuestas cubiertas de hierba sobre el loch Dunsapie.

### Salisbury Crags

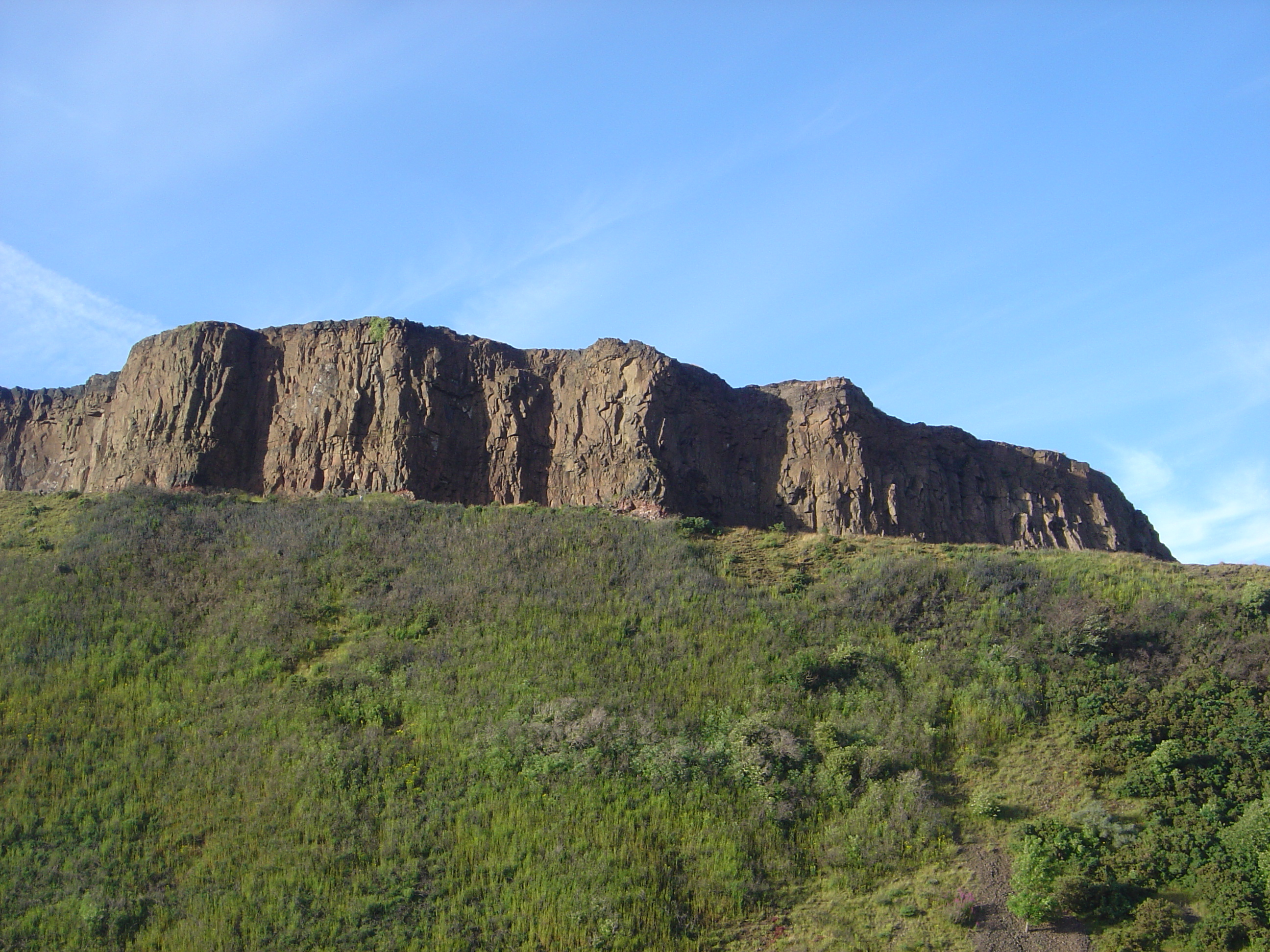
Los Salisbury Crags, vistos desde la Pollock Halls, Universidad de Edimburgo.

Salisbury Crags (en español, Peñas de Salisbury) son una serie de riscos de 46 metros en la parte superior de un ramal  de Arthur's Seat que se elevan en medio de Holyrood Park. Entre los pies de los riscos y los grandes taludes que llegan hasta la parte baja del Parque de Holyrood hay una carretera de pendiente empinada, conocida como Radical Road, que discurre en el espacio entre ambos. Esta pista recibe este nombre ya que fue pavimentada después de la Guerra Radical de 1820, con el trabajo de los tejedores desempleados del oeste de Escocia, siguiendo una sugerencia de Walter Scott.

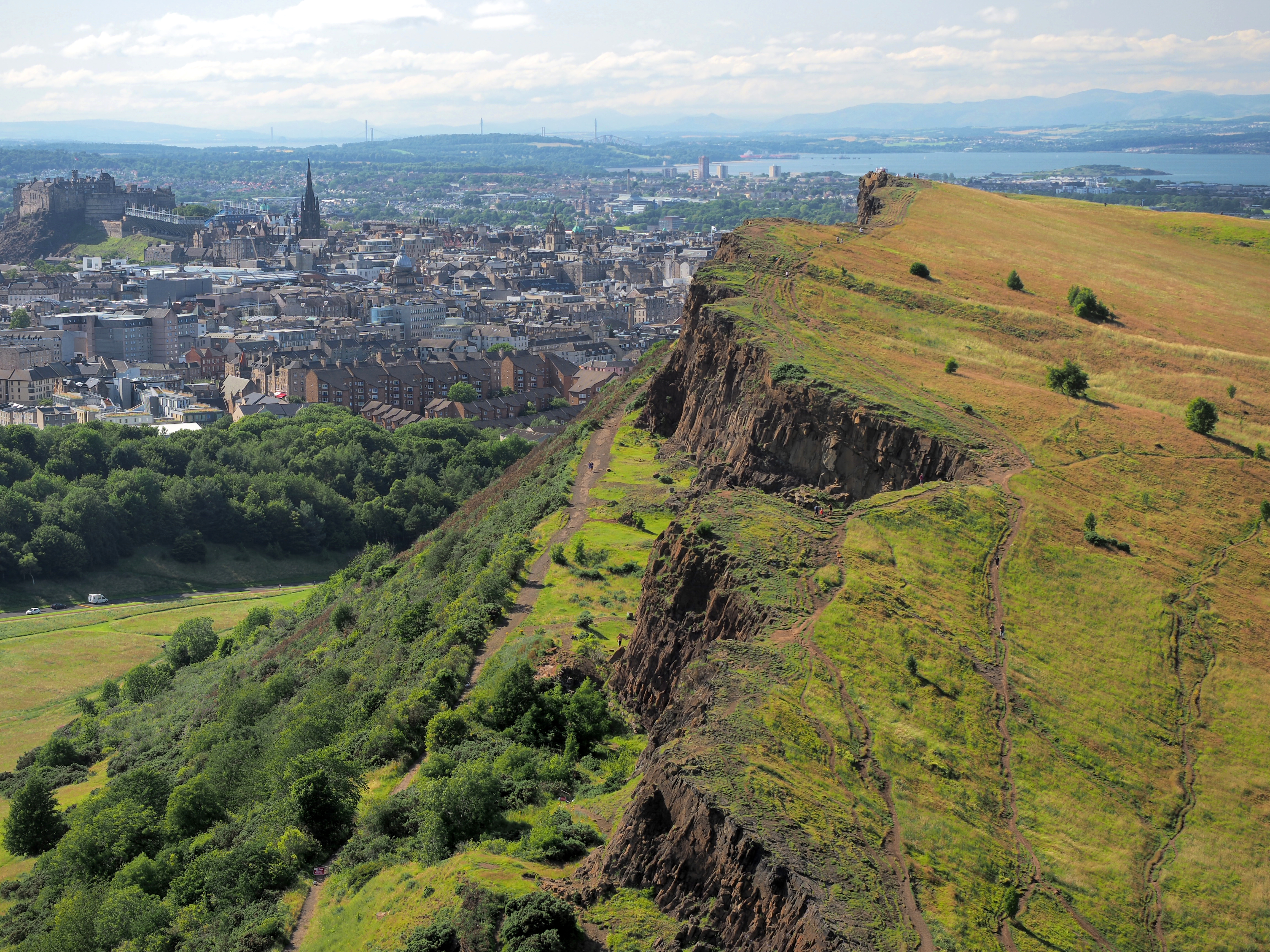
Salisbury Crags y Edimburgo en segundo plano.

En base al nombre, Arnot deriva el apelativo del primer conde de Salisbury, quien acompañó a Eduardo III en una de sus invasiones de Escocia. El punto de vista de Grant de esto es que era «una historia descartada» [an idle story] y citaba a Lord Hailes y su derivación del significado anglosajón «yerma o seca morada» [waste or dry habitation].
Los riscos de Salisbury Crags fueron de gran importancia en el desarrollo de la Geología moderna. El científico James Hutton, que vivió  al pie de ellos en la segunda mitad del siglo XVIII, descubrió allí una discordancia, que, junto a otros descubrimientos y estudios, le condujeron a establecer una teoría de la edad de la Tierra que cambiaba el punto de vista bíblico, predominante hasta el momento, por un cálculo basado en procesos geológicos que discurrían durante millones de años.
Estos riscos están formados por empinadas doleritas y basalto columnar y tienen una larga historia de escalada en roca en sus caras desde los primeros días de este deporte.

### Samson's Ribs
Samson's Ribs, literalmente ‘las costillas de Sansón’, son una formación de columnas basálticas que se encuentran dentro del parque.

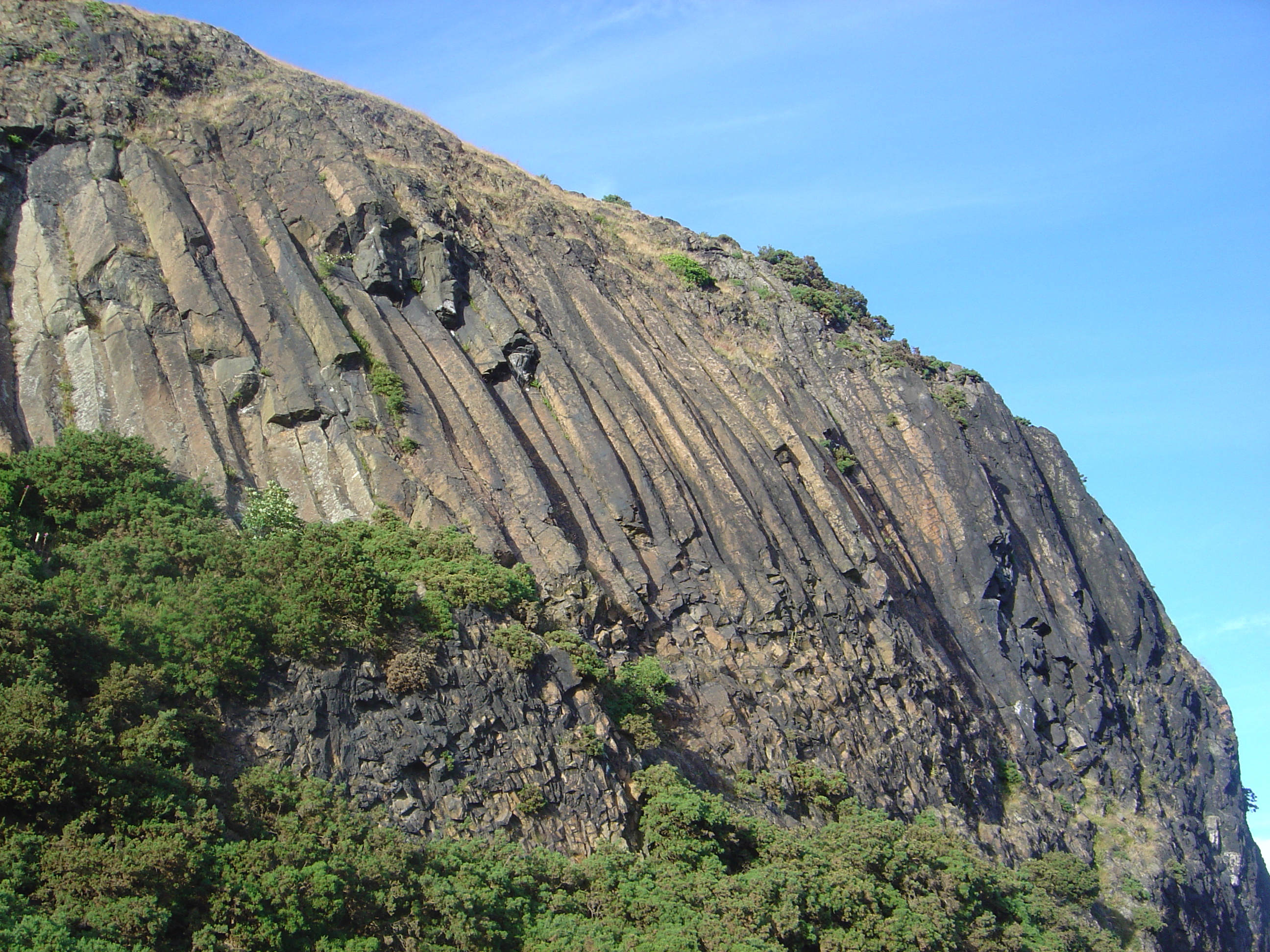
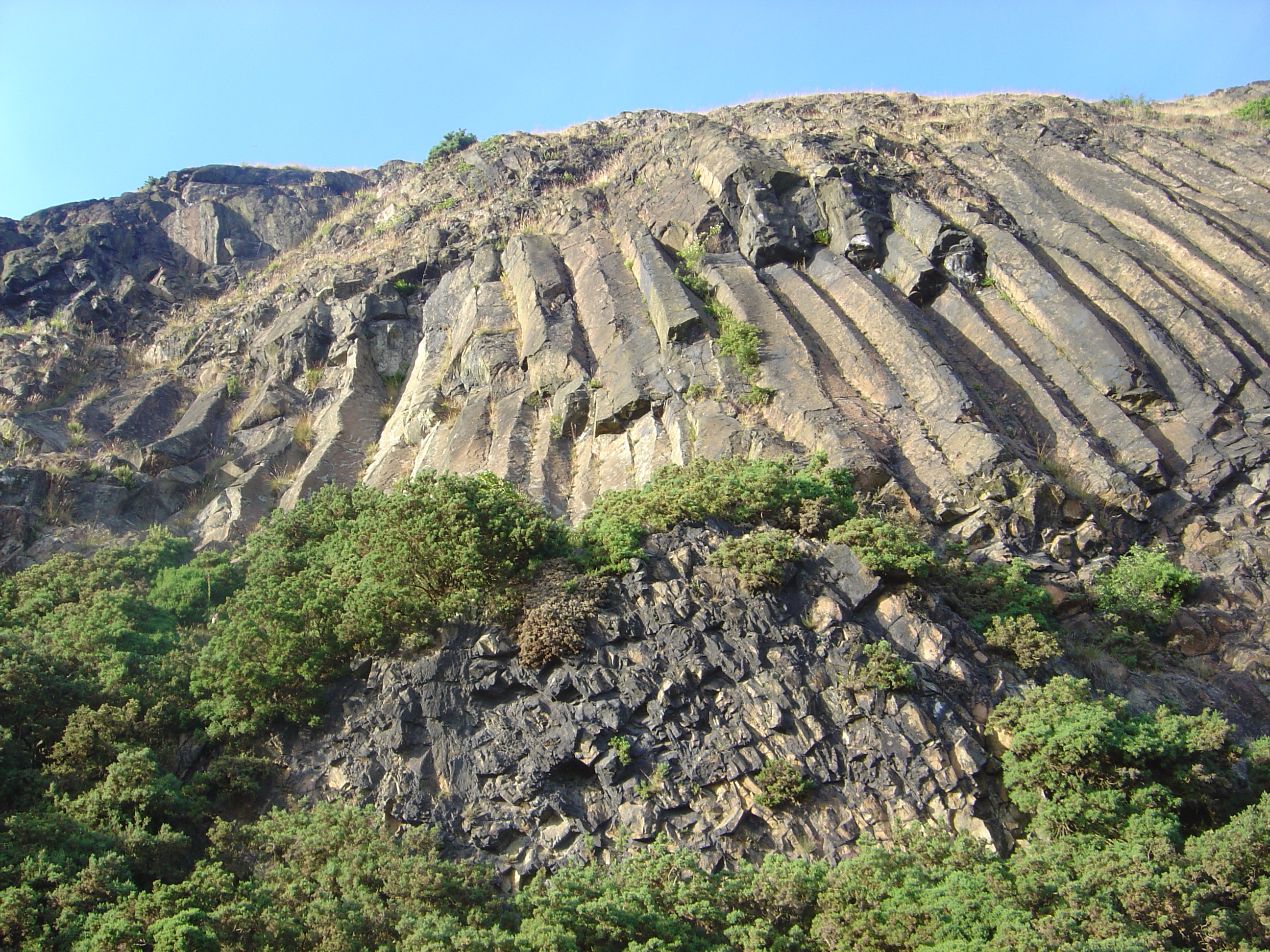
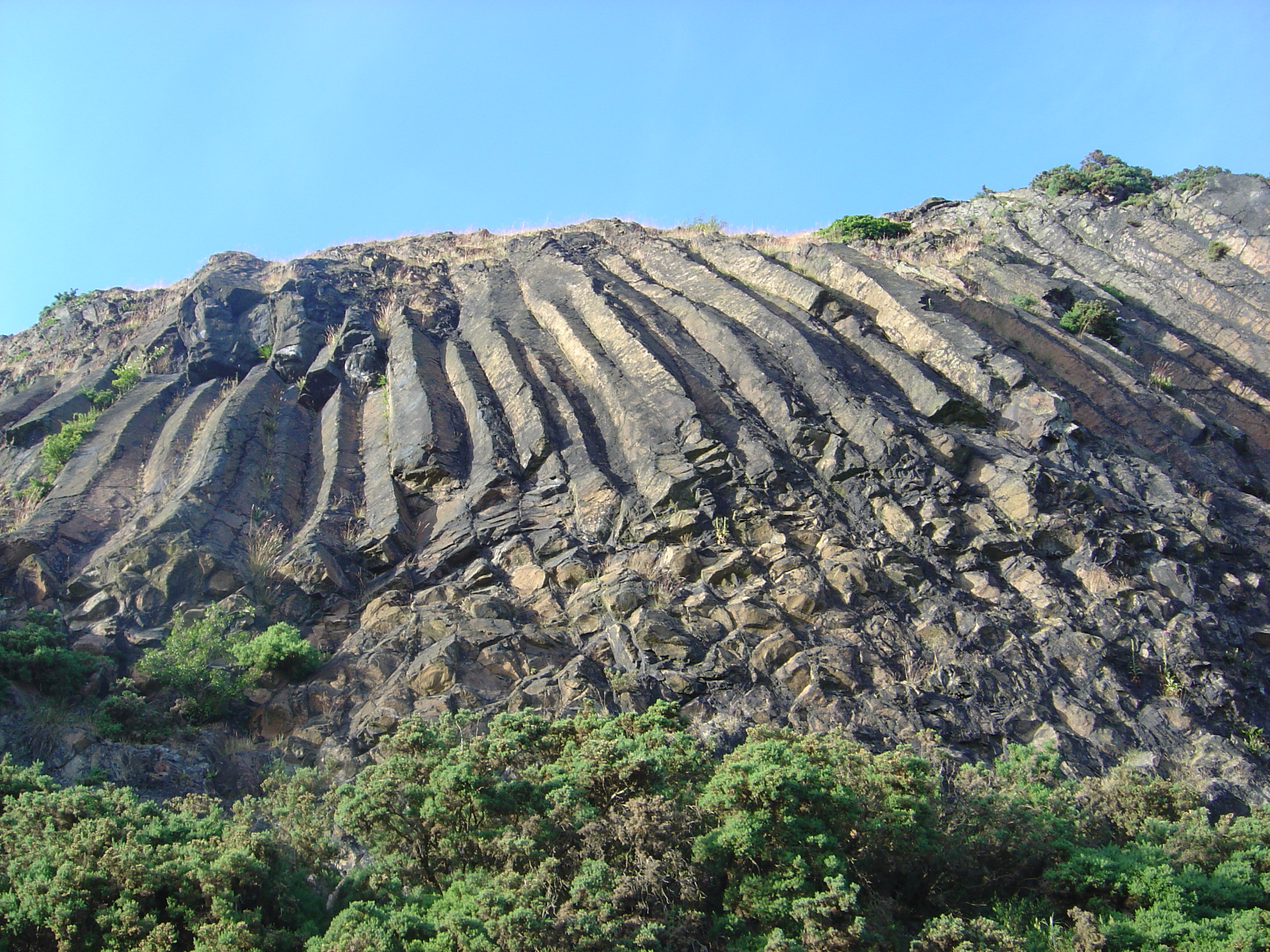
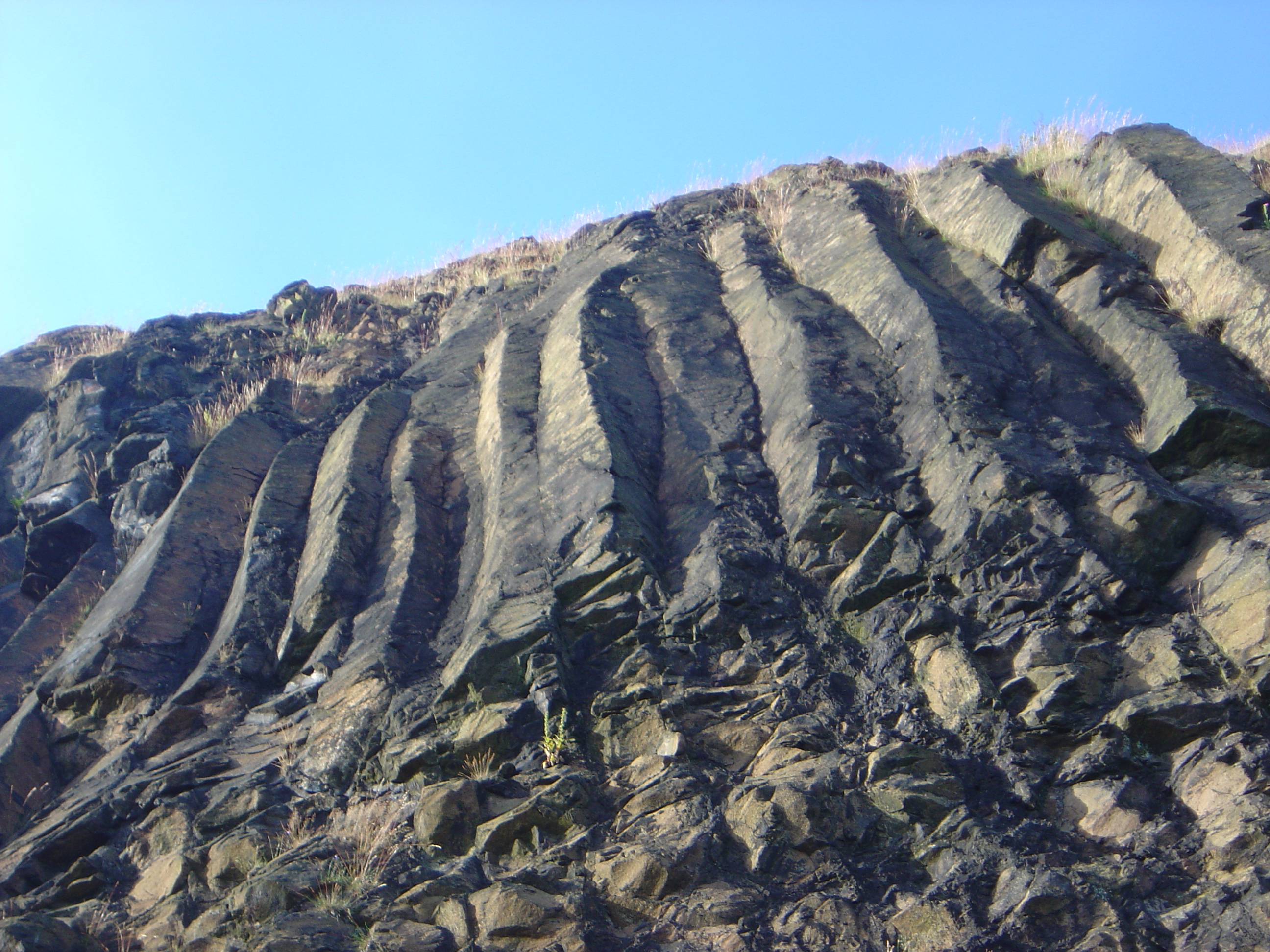

### Loch de St Margaret

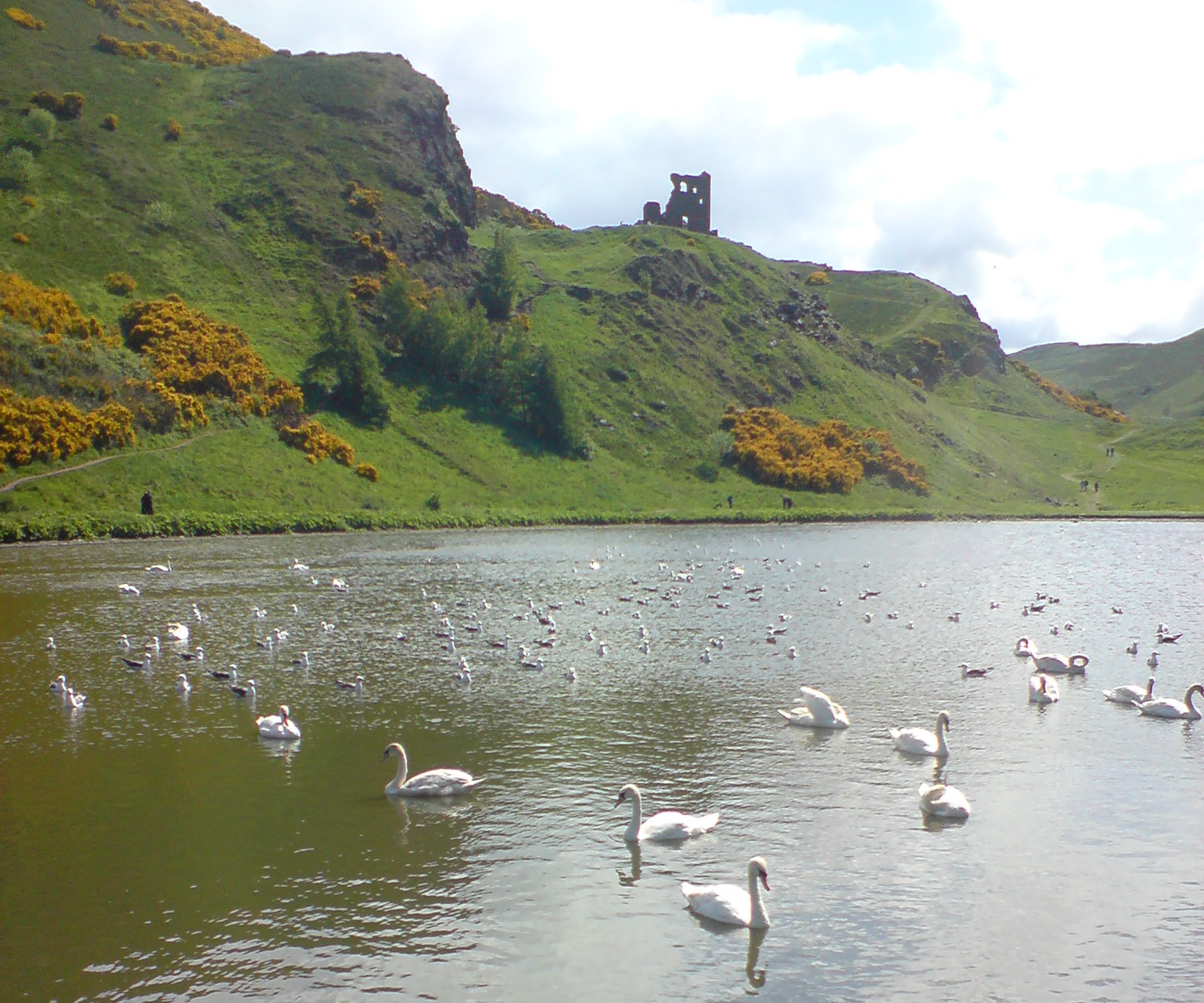
Vista del sur del loch de St Margaret, al fondo la capilla de San Antonio.

El loch de Santa Margarita (St Margaret's Loch) es un lago artificial poco profundo al sur de Queen's Drive. Se encuentra a unos 500 m al este del Palacio de Holyrood, y a unos 100 m al norte de la capilla de San Antonio (St Anthony Chapel). Una vez fue una zona pantanosa, concretamente una marisma, el loch fue construido en como parte de un plan de mejora para el área circundante del palacio establecido por el príncipe Alberto. El lago fue utilizado para navegarlo en barcas de recreo, pero ahora es el hogar de una gran población de patos, gansos y cisnes.

### Otros elementos geográficos
Otrs elementos u accidentes geográficos incluyen: Haggis Knowe, la colina Whinny (Whinny Hill) y el lago del cazador (Hunter's Bog), este último drena en el loch de St Margaret.

## Patrimonio cultural
Hay vestigios de castros prehistóricos dentro del parque, de forma visible en el montículo rocoso sobre el loch Dunsapie. los restos de bancales pueden observarse en las laderas orientales de Arthur's Seat.

### Abadía de Holyrood
La Abadía de Holyrood es una abadía agustina que se encuentra en ruinas en Edimburgo, Escocia. Esta abadía (que se localiza en los terrenos del Palacio de Holyrood al cual precede en antigüedad) fue construida en 1128 por orden del rey David I de Escocia.

### Palacio de Holyrood

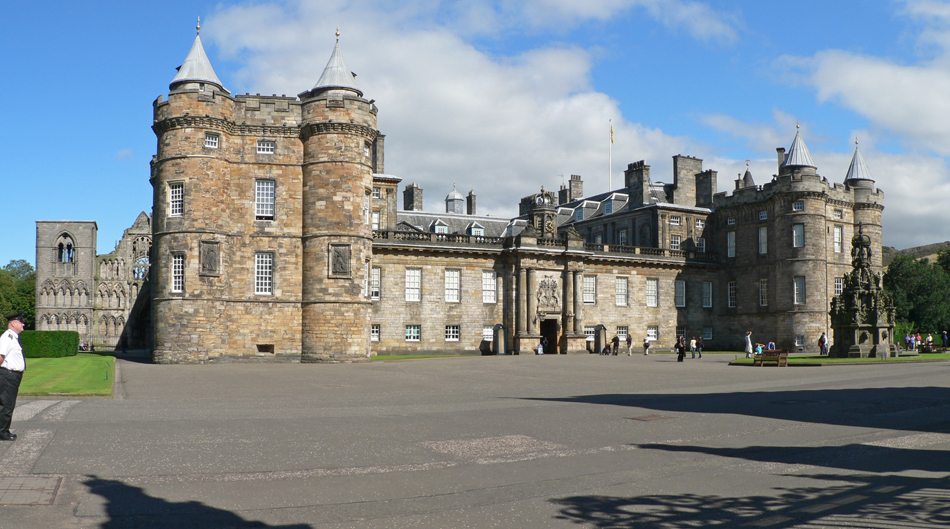
Palacio de Holyrood.

El Palacio de Holyroodhouse, o informalmente Holyrood Palace, fundado como monasterio por David I en el año 1128, ha servido como principal residencia de los reyes y reinas de Escocia desde el siglo XV. El palacio se levanta en Edimburgo al final de la Royal Mile (‘Milla Real’). El Palacio de Holyroodhouse es la residencia oficial de la reina Isabel II en Escocia, donde pasa, habitualmente, una temporada a principios de verano.
Holyrood es la palabra anglicanizada de las escocesas Haly Ruid (‘Cruz Sagrada’).
El palacio está lleno de pasadizos secretos, túneles y sótanos.
El palacio real comenzó como alojamiento de la abadía, pero fue creciendo y convirtiéndose en un auténtico palacio. Jacobo V fue el primer constructor c. 1500, pero el grueso del edificio actual data de finales del siglo XVII, cuando fue remodelado en estilo neoclásico por sir William Bruce.

### Capilla de San Antonio

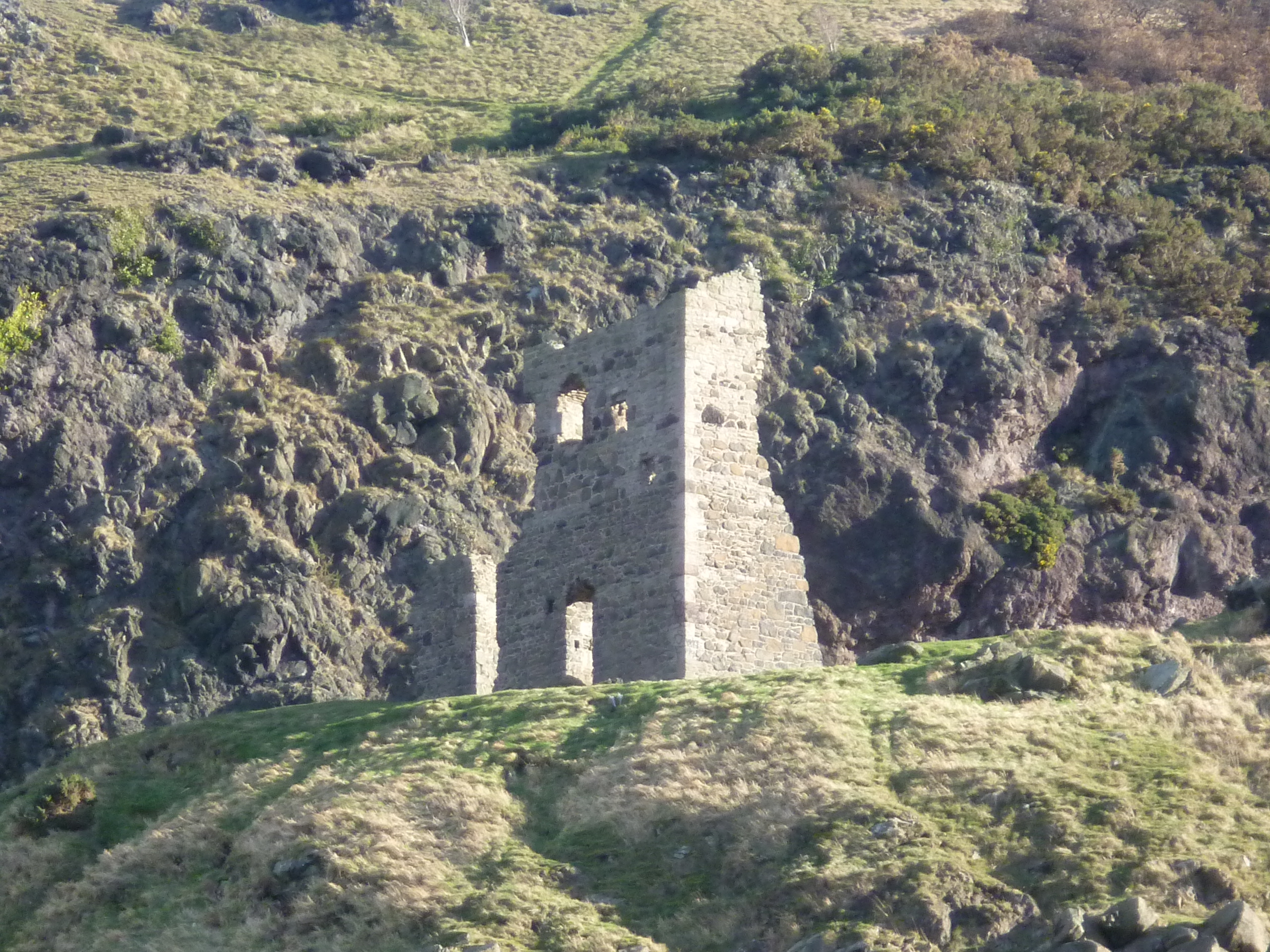
Capilla de San Antonio.

La capilla de San Antonio (en inglés St Anthony's Chapel) fue construida, probablemente,  en la primera mitad del siglo XV, pero podría ser anterior. Sus orígenes no están claros, pero parece lógica su relación con la cercana abadía. Era posiblemente de planta rectangular, de alrededor de 13 por 5,5 metros, con muros gruesos de más de 90 centímetros (3 pies) de piedra local. Actualmente la capilla se encuentra en ruinas, solo permanecen el muro norte y fragmentos del occidental, junto a parte de un edificio anexo.

### Cairn de Muschat

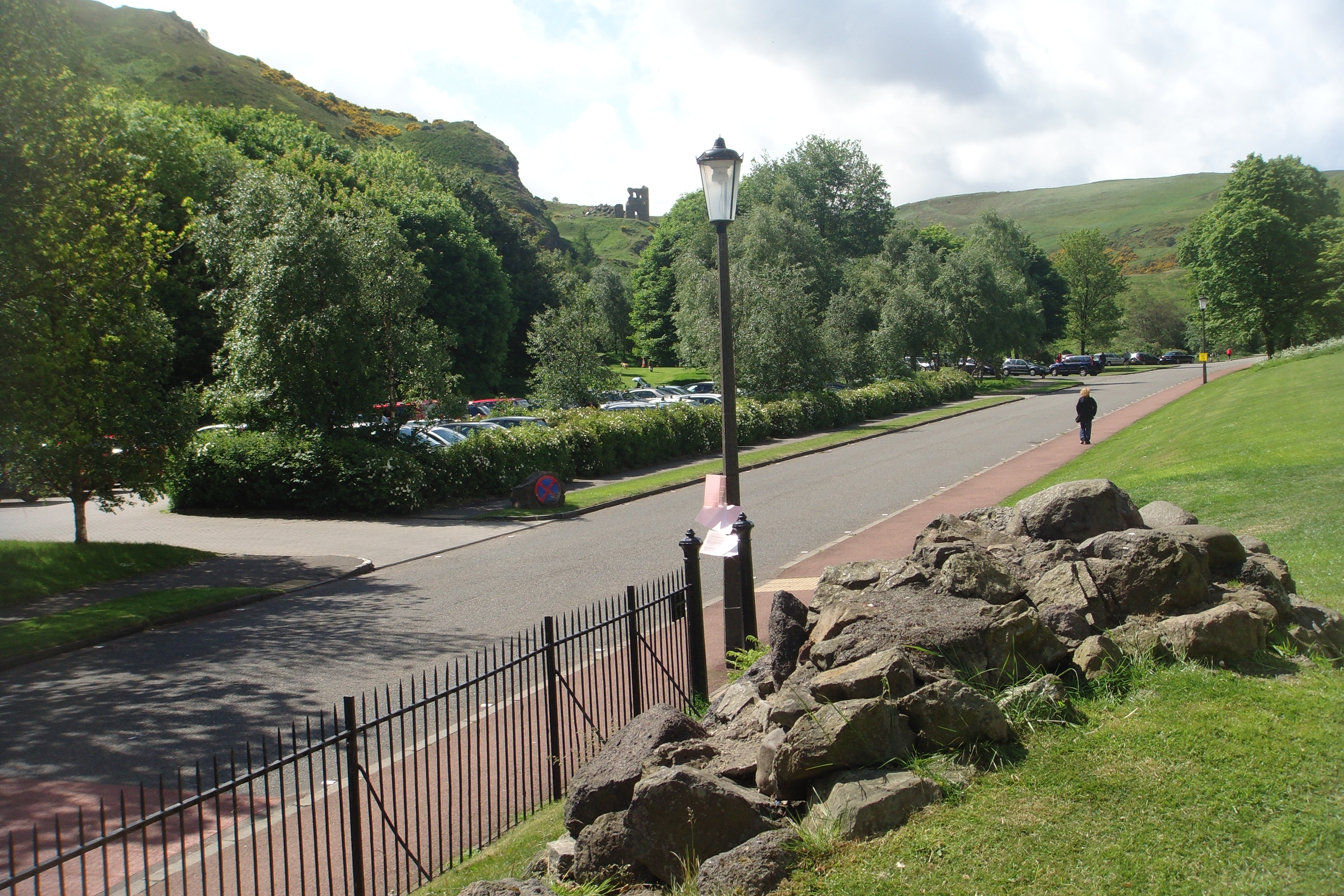
Cairn de Muschat. La capilla de San Antonio se puede ver en el centro, arriba, de la imagen.

Este cairn, montículo artificial de piedras, está situado junto al Duke's Walk, en el extremo oriental del parque (Meadowbank). Recuerda un evento acaecido el 17 de octubre de 1720 cuando Nichol Muschat, un cirujano, arrastró a su mujer a un lugar cercano y la asesinó brutalmente. Fue apresado y ahorcado por este crimen. En su defensa expresó que simplemente se había cansado de ella.
El presente cairn consiste en rocas cementadas entre sí y fue erigido en 1823 remplazando un cairn anterior que fue retirado alrededor de 1789. El monumento más antiguo fue formado durante muchos años por la tradición de apilar piedras sobre el cairn «en señal de repulsa popular y reprobación de la acción» (in token of the people's abhorrence and reprobation of the deed). Estaba situado a una distancia, hacia el oeste del actual donde lo erigió sir Walter Scott, y a unos 200 metros (un furlong) de la capilla de San Antonio. Scott menciona el cairn varias veces en la novela, The Heart of Midlothian, situando la cita de Jeanie Dean con el fuera de la ley George Robertson en este punto. El lugar conocido como la «cabaña de Jeanie Deans» se puede visitar también en el parque de Holyrood, en el extremo sur de St. Leonards Bank.